# RbT Regiobahn Thüringen
Die RbT Regiobahn Thüringen GmbH ist ein Eisenbahninfrastrukturunternehmen (EIU) mit Sitz in Vacha. Sie ist Betreiber von Bahnstrecken in Thüringen.

## Geschichte
Als 2004 DB Netz die Bahnstrecke Hohenebra–Ebeleben stilllegen wollte, übernahm die Kommunale Infrastrukturgesellschaft Ebelebener Netz die Infrastruktur und die RbT den Betrieb derselben. Inzwischen ist die RbT auch Eigentümer der Bahnstrecken um Ebeleben. 
Seit 2009 kam es zu einem Pachtvertrag der damals stillgelegten Bahnstrecke Bad Salzungen–Vacha. Es konnte mit einem Holzwerk in Dorndorf ein erster Kunde gewonnen werden und nach der Aufnahme der Holzverladung an der freien Strecke wurde zwischenzeitlich durch Fördermittel ein eigener Anschluss errichtet. Die RbT wurde Ende 2015 nach einem Bieterverfahren auch Eigentümer der Bahnstrecke Bad Salzungen–Unterbreizbach. 2018 konnte mit der VTG ein weiterer Kunde für den Standort Vacha gefunden werden. Mit der Inbetriebnahme der Strecke Vacha–Unterbreizbach 2021 sind nun auch wieder Züge über Bad Salzungen in das Kalirevier und weiter bis Gerstungen möglich.

## Strecken
- 6718 Hohenebra–Ebeleben (8,7 km)
- 6719 Ebeleben–Menteroda (12,7 km – ab Holzsußra derzeit außer Betrieb)
- 6703 Bad Salzungen–Unterbreizbach (20,2 km)
- 6707 Vacha–Landesgrenze (–Philippsthal) (1,8 km – derzeit außer Betrieb)
- 9380 Schenklengsfeld–Heimboldshausen (12 km – derzeit außer Betrieb)[1][2]

ehemals:
- 6720 Ebeleben–Rockensußra (5 km) – jetzt Teil des Unstrut-Werra-Radweges